# 隆庆开关
隆庆元年（1567年），福建巡抚涂泽民上书明穆宗，“请开市舶，易私贩为公贩”（私贩指走私商，公贩指合法商人），明穆宗顺水推舟，開放了福建漳州的月港一處口岸，史称“隆庆开关”。私人的海外贸易获得了合法的地位，东南沿海的海外贸易再次迅速兴起 。但是这项政策只開放了一處口岸，而且只允許泉州和漳州的商人對外貿易，並且仍禁止對日貿易。

## 影响

### 白银流入
中國大陸学者王裕巽经过分析认为，从1567年“隆庆开关”到1644年明朝灭亡的七十多年间，海外流入大明国的白银总数大约为3亿3千万两，相当于当时全世界生产的白银总量的三分之一 。并且全球三分之二的贸易与中国有关 。
隆庆开关使得欧洲人在美洲开采到的“廉价”白银大量流入中国，这一方面使白银成为中国的流通货币，另一方面使中国不必再因担心贵金属外流而限制对外贸易，但也为明朝覆亡埋下了隐患。当白银过量流入中国致使物贵银贱（通货膨胀）后，美洲白银流入中国的动力开始下降，1630年以后出现了白银流入不足的问题，导致中国迅速跌入通货紧缩。这一问题产生了两个灾难性后果：一是百姓折成白银的纳税负担骤然加重，二是政府折成白银的税收大幅减少，前者引发农民暴动，后者削弱了政府采取军事行动的财力，最终导致明朝在内忧外患中灭亡。

### 收藏热
隆庆开关之后，海外大量的珍贵原材料，比如黄花梨、紫檀、象牙、犀牛角等进口到中国来，引发中国社会士大夫阶层古玩杂件收藏热。当时，部分中小型灵璧石、太湖石、英石、昆石等流行用硬木代替晋唐宋元的石材制成底座，把奇石「供」起来欣赏之后，「供石」之名称也渐渐约定俗成 。

## 评价
隆庆开关是明代继郑和下西洋之后对外关系中又一重大事件，标志着明朝的对外交往从官府层面转向民间层面。曾经为官方独占的海外贸易逐步让位与与之相比远远更具活力和发展前途的民间海外贸易 。
有學者認為此舉使民間的走私貿易正當化，活絡的國際貿易也使中國進入逐漸成形的世界貿易體系之中。
亦有學者認為隆慶開關只是一次有限的開放，目的是為了通過有限地開放，更好地貫徹海禁政策，以及穩定東南沿海的社會秩序。儘管只是在關閉的大門上開了一條小縫，民間海外貿易仍然勃興。東林黨政治人物周起元曾描述萬曆年間月港對外貿易的繁盛情景：「我穆廟（明穆宗）時除販夷之律，於是五方之賈，熙熙水國，刳艅艎，分市東西路，其捆載珍奇，故異物不足述，而所貿金錢，歲無慮數十萬。公私並賴，其殆天子之南庫也⋯⋯」。由於明代長期的閉關政策，故一旦條件允許，即使是偏僻的小港也可以成為「天子之南庫」，與幾乎没有競爭對手的情況下興起的澳門異曲同工，一方面，海外貿易有廣闊的市場和需求；另一方面，整個明代除了朝廷指定的專門接待朝貢貿易的口岸和後期開放的唯一出洋口岸——月港，全國其他港口基本上一直保持關閉狀態。全國對外貿易的通道仍十分有限。